# Thomas Dean
Thomas Dean (ur. 2 maja 2000 w Londynie) – brytyjski pływak specjalizujący się w stylu dowolnym i zmiennym, trzykrotny mistrz olimpijski, mistrz świata i wielokrotny mistrz Europy.

## Kariera
W 2018 roku na mistrzostwach Europy w Glasgow zdobył złoty medal w sztafecie 4 × 200 m stylem dowolnym.
Podczas mistrzostw świata w Gwangju w lipcu 2019 roku płynął w sztafecie 4 × 200 m stylem dowolnym, która zajęła w finale piąte miejsce. Na dystansie 200 m stylem zmiennym z czasem 1:58,34 uplasował się na 11. pozycji.
Kilka miesięcy później na mistrzostwach Europy na krótkim basenie w Glasgow zdobył srebrny medal w konkurencji 400 m stylem dowolnym (3:37,95).
Podczas mistrzostw Europy w Budapeszcie w maju 2021 roku zdobył złote medale w sztafetach mieszanych 4 × 100 i 4 × 200 m stylem dowolnym oraz w sztafecie zmiennej mężczyzn. Został także wicemistrzem kontynentu w sztafetach mężczyzn 4 × 100 i 4 × 200 m stylem dowolnym. Na dystansie 200 m stylem dowolnym wywalczył brąz, uzyskawszy czas 1:45,34.
Trzy miesiące później na igrzyskach olimpijskich w Tokio zwyciężył w konkurencji 200 m stylem dowolnym, gdzie z czasem 1:44,22 ustanowił nowy rekord swojego kraju i 0,04 s wyprzedził swojego rodaka Duncana Scotta. W sztafecie 4 × 200 m stylem dowolnym wraz z Jamesem Guyem, Matthew Richardsem i Scottem zdobył złoty medal. Brytyjczycy ustanowili również nowy rekord Europy (6:58,58), słabszy od rekordu świata o zaledwie 0,03 s.